# Гурьевск (Кемеровская область)
Гу́рьевск — город (рабочий посёлок до 4 декабря 1938 года) в Кемеровской области России. Административный центр Гурьевского района (в состав не входит как город областного подчинения) и Гурьевского муниципального округа. Население города — 21 487 чел. (2025).

## География
Город расположен в предгорьях Салаирского кряжа, в 150 км от Кемерово, железнодорожная станция.

## История
Населённый пункт был основан на реке Малый Бачат как посёлок при сереброплавильном заводе, пуск которого состоялся 15 ноября 1816 года, в день святого Гурия, в честь которого завод и посёлок получили своё имя. По другой версии, посёлок был назван в честь министра финансов (1810—1823) Гурьева Дмитрия Александровича. В 1826 году начата выплавка чугуна в доменной печи и завод перепрофилировался в железоделательный (Гурьевский металлургический завод).
18 января 1935 в составе Западно-Сибирского края образован Гурьевский район с центром в Гурьевске. В результате административных реформ Гурьевский район вначале вошёл в состав Новосибирской области, а с 1943 в состав Кемеровской области. 26 февраля 1946 года Постановлением Совета министров РСФСР город Гурьевск был выведен из состава Гурьевского района, получив статус города областного подчинения.
В рамках организации местного самоуправления с 2004 до 2019 года в составе Гурьевского муниципального района город образовывал Гурьевское городское поселение, упразднённое в 2019 году в связи с объединением всех поселений муниципального района в Гурьевский муниципальный округ.

## Население
| 1931    | 1959    | 1967    | 1970    | 1979    | 1989    | 1992    | 1996    | 1998    |
| ------- | ------- | ------- | ------- | ------- | ------- | ------- | ------- | ------- |
| 9400    | ↗30 448 | ↗31 000 | ↘27 200 | ↘25 570 | ↗28 152 | ↗28 600 | ↗28 900 | ↘28 800 |
| 2000    | 2001    | 2002    | 2003    | 2005    | 2006    | 2007    | 2008    | 2009    |
| ↘28 700 | →28 700 | ↘27 381 | ↗27 400 | ↘26 600 | ↘26 200 | ↘25 900 | ↘25 800 | ↘25 735 |
| 2010    | 2011    | 2012    | 2013    | 2014    | 2015    | 2016    | 2017    | 2018    |
| ↘24 817 | ↘24 765 | ↘24 450 | ↘24 436 | ↘24 137 | ↘23 676 | ↘23 359 | ↘23 089 | ↘22 872 |
| 2019    | 2020    | 2021    | 2025    |         |         |         |         |         |
| ↘22 569 | ↘22 375 | ↘22 134 | ↘21 487 |         |         |         |         |         |

На 1 января 2025 года по численности населения город находился на 621-м месте из 1124 городов Российской Федерации.

## Уроженцы
- Анна Самохина — советская и российская актриса театра и кино, телеведущая, певица.

## Архитектура
Посёлок строился около ГМЗ. Наиболее старая часть находится в районе Гурьевского краеведческого музея (ранее «лавка купца Ермолаева»).
В советские годы первые двухэтажки появились в районе ул. Ленина. После войны были построены пятиэтажки по Кирова, пер. Дружбы
Сейчас строятся дома около автостанции.
Центр города разделён на две части подъездным путём к ОАО ГМЗ.

## Транспорт

### Автомобильный
Пассажирскими перевозками занимается Беловское ГПАТП филиал «Гурьевская автоколонна». Предприятие обслуживает населенные пункты Гурьевского района, поселок Бачатский и часть населенных пунктов Беловского района (Старобачаты, Бороденково, Щебзавод).
Городские маршруты:
- № 2 Берёзовая ул. — Сады
- № 4 Набережная ул. — ул. Есенина (бывш. Подсобное)
- № 5 Автостанция — Подстанция

Пригородные маршруты:
- № 101 Гурьевск — Бачатский
- № 102 Гурьевск — Белово
- № 104 Гурьевск — Дегтяревка — Горскино
- № 105 Гурьевск — Сосновка
- № 106 Гурьевск — Ур-Бедари
- № 107 Гурьевск — п. Лесной
- № 108л Гурьевск — Салаир «Лесной»
- № 108я Гурьевск — Салаир «Ясли»
- № 108р Гурьевск — Салаир «Речка»
- № 108к Гурьевск — Салаир «Кедр»
- № 109 Гурьевск — Малая Салаирка
- № 111 Церковь — совхоз Гурьевский
- № 112 Гурьевск — Апрелька
- № 175 Гурьевск — Золотая Тайга

Междугородные маршруты:
- № 510 Гурьевская АС — Кемеровский АВ
- № 511 Гурьевская АС — Новокузнецкий АВ
- № 640 Кемерово — Барнаул, транзитный[26]
- № 697 Кемерово — Бийск — Белокуриха, транзитный[27]
- № 717 Кемерово — Бийск — Чемал, транзитный[28]

### Железнодорожный
В городе существует одна грузовая станция ОАО РЖД
Станция Гурьевск — конечный пункт электрифицированной ветки Белово — Разрез — Гурьевск. Со станции есть выход к промышленным веткам ОАО «ГМЗ», ОАО «Инертник», гурьевского филиала «Евразруда», станция Салаир Салаирского ГОКа.

## Экономика
- Гурьевский металлургический завод (1398 работающих)[29]
- Гурьевский пищекомбинат (не функционирует)
- Предприятие «Евразруда»
- Нефтеперерабатывающий мини-завод (производит мазут, дизельное топливо и бензиновые фракции)
- Фабрика гидрофобной инертной пыли «Инертник»

Распоряжением Правительства РФ от 29.07.2014 N 1398-р (ред. от 13.05.2016) «Об утверждении перечня моногородов», включен в список моногородов Российской Федерации с наиболее сложным социально-экономическим положением.

## Достопримечательности
- Гурьевский городской краеведческий музей. Открытый в 1959 году как филиал Кемеровского областного краеведческого музея стал самостоятельным государственным учреждением в марте 1971 года. Располагается в центральной части города в двухэтажном кирпичном здании бывшего магазина купца Ермолаева Н. П., построенном в 1909 году[31]. Объёмно-планировочное и архитектурное решение здания, имеющего статус памятника архитектуры регионального значения, выполнено в стиле эклектики, а декоративные элементы стилизованы в кирпичном и неорусском стилях. Несмотря на изменение функционального назначения здания, его объёмно-планировочное решение в основном сохранилось без изменений[32].

## Средства массовой информации
Радио:
- Радио «Радио» 98,5 (вещание планируется)
- Кузбасс FM 102,5

Из-за близкого расположения Белова, Ленинска-Кузнецкого и Гурьевска имеется возможность совместного приёма эфирного вещания в этих городах.

## Климат
- Среднегодовая температура воздуха — 2,3 °C
- Относительная влажность воздуха — 50,9 %
- Средняя скорость ветра — 3,3 м/с

| Среднесуточная температура воздуха в Гурьевске по данным NASA | Среднесуточная температура воздуха в Гурьевске по данным NASA | Среднесуточная температура воздуха в Гурьевске по данным NASA | Среднесуточная температура воздуха в Гурьевске по данным NASA | Среднесуточная температура воздуха в Гурьевске по данным NASA | Среднесуточная температура воздуха в Гурьевске по данным NASA | Среднесуточная температура воздуха в Гурьевске по данным NASA | Среднесуточная температура воздуха в Гурьевске по данным NASA | Среднесуточная температура воздуха в Гурьевске по данным NASA | Среднесуточная температура воздуха в Гурьевске по данным NASA | Среднесуточная температура воздуха в Гурьевске по данным NASA | Среднесуточная температура воздуха в Гурьевске по данным NASA | Среднесуточная температура воздуха в Гурьевске по данным NASA |
| Янв                                                           | Фев                                                           | Мар                                                           | Апр                                                           | Май                                                           | Июн                                                           | Июл                                                           | Авг                                                           | Сен                                                           | Окт                                                           | Ноя                                                           | Дек                                                           | Год                                                           |
| −13,9 °C                                                      | −12,9 °C                                                      | −7,5 °C                                                       | 0,8 °C                                                        | 11,8 °C                                                       | 17,1 °C                                                       | 20,1 °C                                                       | 17,4 °C                                                       | 10,2 °C                                                       | 2,8 °C                                                        | −7,0 °C                                                       | −12,6 °C                                                      | 2,3 °C                                                        |
| ------------------------------------------------------------- | ------------------------------------------------------------- | ------------------------------------------------------------- | ------------------------------------------------------------- | ------------------------------------------------------------- | ------------------------------------------------------------- | ------------------------------------------------------------- | ------------------------------------------------------------- | ------------------------------------------------------------- | ------------------------------------------------------------- | ------------------------------------------------------------- | ------------------------------------------------------------- | ------------------------------------------------------------- |